# ジャン・ポアズイユ
ジャン＝ルイ＝マリー・ポアズイユ（仏: Jean-Louis-Marie Poiseuille, 1797年4月22日 - 1869年12月26日）は、フランスの医師、物理学者・生理学者である。流体力学の分野で層流流れに関するハーゲン・ポアズイユ流れを導いたことで知られる。粘度のCGS単位系の粘度の単位ポアズはポアズイユの名に因んでいる。
パリで生まれた。エコール・ポリテクニークで物理学と数学を学んだ。円筒管内部を流れる、非圧縮性の粘性流体の層流流れについて1838年に実験し、1840年にハーゲン・ポアズイユ流れを、ゴットヒルフ・ハーゲンとは独立に導いた。
これは生理学の分野では毛細管中の血液の流れなどの研究に役立つものである。